# Morse (Teksas)
Morse – jednostka osadnicza w Stanach Zjednoczonych, w stanie Teksas, w hrabstwie Hansford.